# مالفاي واشنطن
مالفاي واشنطن (بالإنجليزية: MaliVai Washington)‏ هو لاعب كرة مضرب أمريكي ولد في 20 يونيو 1969 بدأ الاحتراف في عام الكرة الصفراء في 1989 واعتزل في 1999.
أهم إنجازاته هي وصوله لنهائي ويمبلدون عام 1996 وخسارته من ريتشارد كرايتشك بثلاث مجموعات للاشيء.

## روابط إضافية
- مالفاي واشنطن على موقع رابطة محترفي التنس (الإنجليزية)
- مالفاي واشنطن على موقع الاتحاد الدولي لكرة المضرب (الإنجليزية)
- مالفاي واشنطن على موقع كأس ديفيز (الإنجليزية)
- مالفاي واشنطن على موقع خلاصة التنس.كوم (الإنجليزية)
- مالفاي واشنطن على موقع أوليمبيديا (الإنجليزية)
- MaliVai Washington Kids Foundation website